# Perovskia
Perovskia  é um gênero botânico da família Lamiaceae, encontrado no Himalaia, Ásia.

## Espécies
- Perovskia abrotanoides
- Perovskia angustifolia
- Perovskia artemisioides
- Perovskia atriplicifolia
- Perovskia botschantzevii
- Perovskia kudrjaschevii
- Perovskia linczevskii
- Perovskia pamirica
- Perovskia scrophulariaefolia
- Perovskia scrophulariifolia
- Perovskia virgata
- vários híbridos de Perovskia